# Ragewin
Ragewin de Freising sau Rahewin (d. înainte de 1177) a fost un cronicar german.
Nu se știu multe despre originea și tinerețea lui, dar e posibil ca el să se fi născut în Freising, pe care o numește „patria mea”.
Ragewin este menționat în numeroase documente ca scriitor sau martor la evenimente, numele său apărând în diferite variante: Ragewinus, Radevicus, Reguinus, Rachwynus și multe altele.
Ragewin a fost secretarul lui Otto de Freising și capelan în Abația de Freising din Bavaria. El este cunoscut mai ales datorită faptului că a continuat cronica maestrului său, Otto de Freising, Gesta Friderici imperatoris („Faptele împăratului Frederic”) ale cărei ultime două cărți îi sunt atribuite.
Ragewin l-a însoțit pe episcopul Otto de Freising în călătoriile sale și a fost prezent și la moartea acestuia în Abația cisterciană din Morimond în septembrie 1158. Otto l-a însărcinat pe Ragewin să-i continue lucrarea neterminată despre faptele împăratului Frederic Barbarossa, Gesta Friderici imperatoris. Probabil că Ragewin a fost cel care i-a adus împăratului vestea morții lui Otto, iar împăratul a aprobat dorința episcopului ca acesta să-i continue lucrarea.
Ragewin a scris cărțile a III-a și a IV-a pe care le-a finalizat în 1160. El a descris evenimentele perioadei din august 1157 (campania împăratului Frederic împotriva Poloniei) până în februarie 1160 (când a avut loc Sinodul de la Pavia, în care urma să se stabilească schisma dintre papa Alexandru al III-lea și antipapa Victor al IV-lea).
De asemenea, Ragewin a scris poezii latine, inclusiv o versiune de câteva sute de versuri a legendei lui Theophilus scrisă de Paulus Diaconus în hexametru. 
După 1160 există doar puține informații despre cronicarul Ragewin. Două documente emise pentru mănăstirea din Schäftlarn în 1168 și 1170 îl menționează ca prepozit în Mănăstirea Sf. Veit. În 1177 un anume Conrad apare ca prepozit în Mănăstirea Sf. Veit, deci se poate presupune că Ragewin murise înainte.